# Marek Rybaczuk
Marek Rybaczuk (ur. 1952) – polski inżynier podstawowych problemów techniki w zakresie fizyki. Absolwent Politechniki Wrocławskiej. Od 2007 profesor na Wydziale Mechanicznym Politechniki Wrocławskiej.